# Hai-Arm-Fall
Der Begriff Hai-Arm-Fall (englisch The Shark Arm Case) bezieht sich auf einen Mordfall aus dem Jahre 1935 in Sydney, Australien. Der Fall wurde dadurch entdeckt, dass ein Hai einen menschlichen Arm ausspuckte, an dem Schnittspuren am Knochen auf einen Mordfall hinwiesen. Anhand der Tätowierungen des Armes konnte die Identität des Opfers, James Smith, festgestellt werden. Der Mordfall spielte sich in der Halbwelt ab; er konnte nicht mit letzter Sicherheit aufgeklärt werden.

## Der Hai

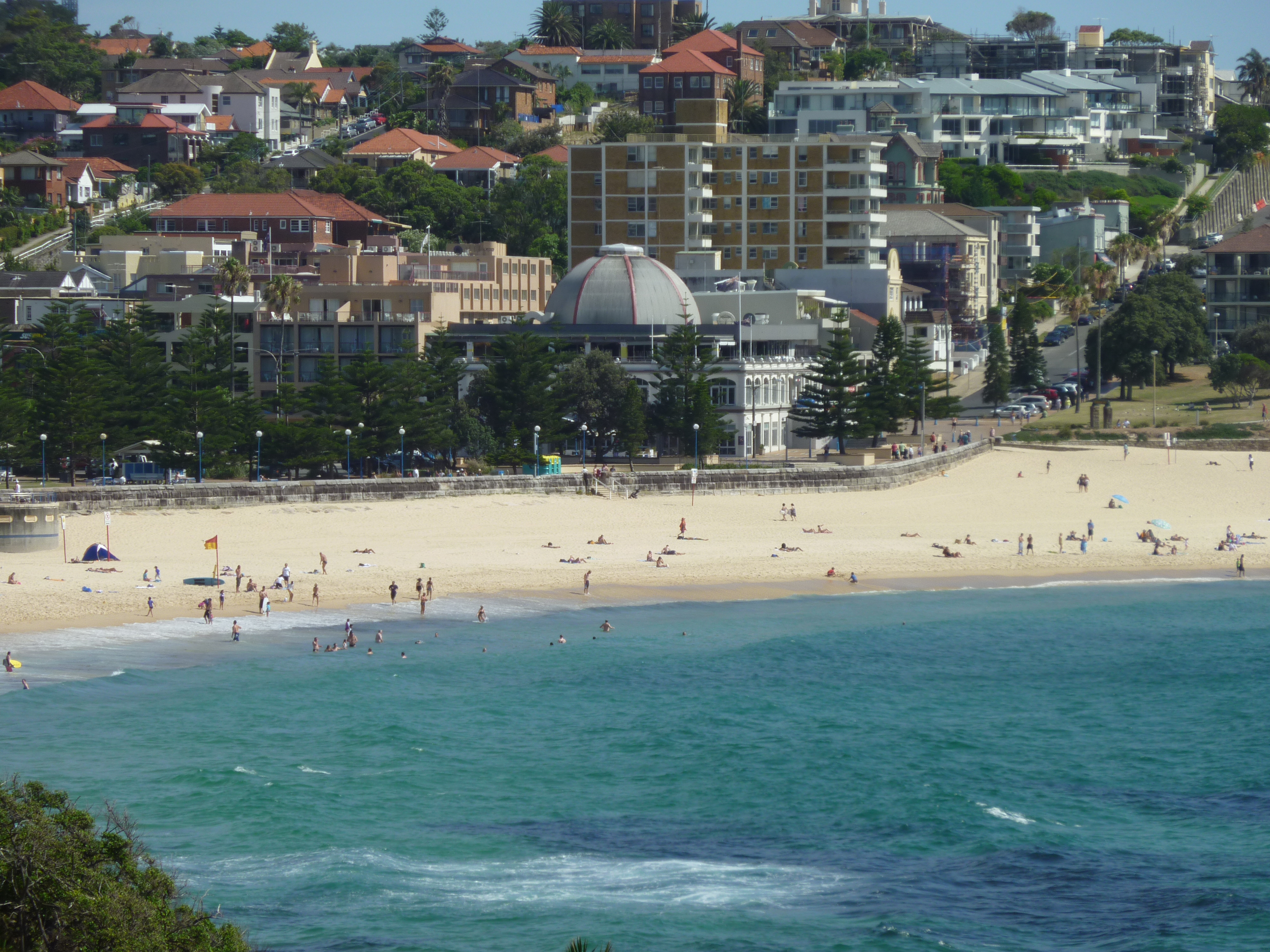
Coogee Beach; das Gebäude mit dem Kuppeldach war das Aquarium.

Mitte April 1935 wurde 3 km von Coogee, einem am Pazifischen Ozean gelegenen Stadtteil Sydneys, ein 3,5 m langer Tigerhai gefangen und in das Coogee Aquarium Bath gebracht. Innerhalb einer Woche wurde er krank und erbrach schließlich vor der Menge der Besucher am 25. April einen menschlichen Arm. Anhand der Tätowierungen, die zwei Boxer darstellten, wurde James Smith von seinem Bruder identifiziert, der ihn bereits vermisst hatte. Fingerabdrücke bestätigten, dass es sich um den ehemaligen Boxer und Kleinkriminellen James Smith handelte, der seit dem 7. April verschwunden war. Die Untersuchungen ergaben, dass der Arm mit einem Messer abgetrennt worden war, weswegen ein Verfahren wegen Mordes eingeleitet wurde. Drei Tage später töteten die Aquariumseigner den Hai und nahmen ihn aus, um die Polizei bei ihrer Suche nach weiteren Hinweisen zu unterstützen.

## Reginald Holmes und Patrick Brady
Erste Untersuchungen führten die Polizei zu Reginald William Lloyd Holmes, einem bekannten Betrüger und Schmuggler, der auch ein erfolgreiches Bootsbau-Unternehmen führte. Holmes hatte Smith bei mehreren Versicherungsbetrügereien angeheuert; unter anderem 1934, als ein überversicherter Vergnügungskreuzer nahe Terrigal sank. Kurz danach begannen sie eine Gaunerei zusammen mit Patrick Brady, einem Fälscher. Holmes gab Unterschriften von Freunden und Kunden an Brady weiter, der damit Schecks mit kleinen Beträgen fälschte und sie zusammen mit Smith einlöste.
Smith war zuletzt am 7. April mit Brady im Cecil Hotel im Stadtteil Cronulla beim Kartenspiel gesehen worden. Seiner Frau hatte er erzählt, er ginge angeln. Das Hafenumfeld wurde erfolglos nach Smiths Leiche abgesucht, was der Anklage Probleme bereitete, als Brady schließlich vor Gericht stand.
Brady wurde am 16. Mai wegen dringenden Tatverdachts verhaftet. Ein Taxifahrer sagte aus, er habe Brady am Tag von Smiths Verschwinden von Cronulla zu Holmes nach North Sydney gebracht. Brady habe zerzaust und verängstigt ausgesehen. In Bradys angemietetem Haus waren nach Aussagen des Eigentümers eine Truhe und eine Matratze ausgetauscht sowie die Wände sauber geschrubbt worden.
Holmes leugnete zunächst jede Bekanntschaft mit Brady. Vier Tage später, am 20. Mai, unternahm er in seiner Bootshütte einen Selbstmordversuch. Er schoss sich mit einer 0.32 Kaliber-Pistole in den Kopf; allerdings streifte die Kugel nur seine Stirn und nahm ihm lediglich das Bewusstsein. Vom Fall ins Wasser wiedererwacht, kroch er in eines seiner Boote und lieferte sich mit der Polizei mehrere Stunden eine Verfolgungsjagd in Sydney Harbour, bis er letztlich gefasst werden konnte und ins Krankenhaus gebracht wurde.
Einen Monat später sagte Holmes gegenüber Detective Sergeant Frank Matthews aus, dass Brady Smith getötet, seine Leiche zerstückelt und die Teile in einer Truhe in Port Hacking versenkt habe. Er behauptete außerdem, dass Brady mit dem Arm zu ihm nach Hause gekommen sei und gedroht habe, ihn zu ermorden. Am nächsten Tag, dem 11. Juni, hob Holmes, der zwischenzeitlich freigelassen worden war, 500 Pfund von seinem Konto ab. Er verließ spät am Abend sein Haus und sagte seiner Frau, dass er sich mit jemandem treffen müsse. Er war sehr vorsichtig, als er auf die Straße trat, und ließ sich von seiner Frau zum Auto begleiten. Am frühen Morgen des nächsten Tages wurde er am Daves Point tot in seinem Auto aufgefunden. Er war mit drei Schüssen aus nächster Nähe erschossen worden.

## Möglicher Verlauf
In dem Buch The Shark Arm Murders spekuliert Alex Castles, dass Holmes einen Mordauftrag auf sich selbst aufgegeben hatte, um seiner Familie die öffentliche Schande einer Verurteilung zu ersparen. Die Vorverhandlungen gegen Brady, die am 12. Juni beginnen sollten, wurden abgebrochen, da ohne Holmes’ Aussage nicht genügend Indizien vorhanden waren.
Castles vermutete weiterhin, dass Smith von Brady im Auftrag von Eddie Weyman getötet worden war. Weyman war bei einem Bankraub gefasst worden, weil Smith der Polizei Informationen über den Plan zugespielt hatte.

## Nachspiel
Weyman wurde 1945 bei einem Bandenkrieg ermordet. Brady starb als alter Mann 1965 eines natürlichen Todes und beteuerte bis zum Schluss seine Unschuld.